# Bộ chuyển đổi âm thanh
Bộ chuyển đổi âm thanh là một thiết bị hoặc phần mềm chuyển đổi tín hiệu âm thanh từ định dạng này sang định dạng khác.
Bộ chuyển đổi âm thanh phần cứng bao gồm bộ chuyển đổi analog sang kỹ thuật số (ADC), chuyển đổi âm thanh analog sang dạng kỹ thuật số không nén (ví dụ: PCM) và các đối tác đối ứng của chúng, bộ chuyển đổi kỹ thuật số sang analog (DAC), chuyển đổi âm thanh kỹ thuật số không nén sang dạng tương tự. ADC và DAC thường là các thành phần của sản phẩm phần cứng. Ví dụ, cả card âm thanh và card chụp đều bao gồm ADC để cho phép máy tính ghi lại âm thanh. Card âm thanh cũng có tính năng DAC để phát lại âm thanh.
Một số chức năng chuyển đổi âm thanh có thể được thực hiện bằng phần mềm hoặc bằng phần cứng chuyên dụng. Ví dụ: bộ chuyển mã âm thanh chuyển đổi từ định dạng âm thanh nén này sang định dạng âm thanh nén khác (ví dụ: MP3 sang AAC) bằng hai codec âm thanh: Một để giải mã (giải nén) nguồn và một để mã hóa (nén) tệp đích hoặc luồng.